# Доња Крушевица
Доња Крушевица је насеље у Србији у општини Голубац у Браничевском округу. Насеље се налази на десној обали реке Пек. Већина становништва се бави пољопривредом, мада је прелазак становништва у градове све извеснији. Према попису из 2022. било је 245 становника.

## Демографија
У насељу Доња Крушевица живи 289 пунолетних становника, а просечна старост становништва износи 43,2 година (40,8 код мушкараца и 45,4 код жена). У насељу има 90 домаћинстава, а просечан број чланова по домаћинству је 3,89.
Ово насеље је великим делом насељено Србима (према попису из 2002. године), а у последња три пописа, примећен је пад у броју становника.
|  |

| Демографија | Демографија | Демографија |
| Година      | Становника  | Становника  |
| ----------- | ----------- | ----------- |
| 1948.       | 559         |             |
| 1953.       | 566         |             |
| 1961.       | 542         |             |
| 1971.       | 521         |             |
| 1981.       | 496         |             |
| 1991.       | 453         | 397         |
| 2002.       | 350         | 402         |
| 2011.       | 311         |             |

| Етнички састав према попису из 2002.‍ | Етнички састав према попису из 2002.‍ | Етнички састав према попису из 2002.‍ | Етнички састав према попису из 2002.‍ | Етнички састав према попису из 2002.‍ |
| ------------------------------------ | ------------------------------------ | ------------------------------------ | ------------------------------------ | ------------------------------------ |
|                                      |                                      |                                      |                                      |                                      |
| Срби                                 | Срби                                 |                                      | 344                                  | 98,28%                               |
| Румуни                               | Румуни                               |                                      | 1                                    | 0,28%                                |
| Роми                                 | Роми                                 |                                      | 1                                    | 0,28%                                |
| Македонци                            | Македонци                            |                                      | 1                                    | 0,28%                                |
| Власи                                | Власи                                |                                      | 1                                    | 0,28%                                |
| Југословени                          | Југословени                          |                                      | 1                                    | 0,28%                                |
| непознато                            | непознато                            |                                      | 0                                    | 0,0%                                 |

| Година пописа     | 1948. | 1953. | 1961. | 1971. | 1981. | 1991. | 2002. |
| ----------------- | ----- | ----- | ----- | ----- | ----- | ----- | ----- |
| Број домаћинстава | 123   | 122   | 119   | 107   | 105   | 103   | 90    |

| Број чланова      | 1  | 2  | 3  | 4  | 5  | 6  | 7 | 8 | 9 | 10 и више | Просек |
| ----------------- | -- | -- | -- | -- | -- | -- | - | - | - | --------- | ------ |
| Број домаћинстава | 13 | 15 | 13 | 12 | 14 | 16 | 3 | 3 | 1 | 0         | 3,89   |

| Пол    | Укупно | Неожењен/Неудата | Ожењен/Удата | Удовац/Удовица | Разведен/Разведена | Непознато |
| ------ | ------ | ---------------- | ------------ | -------------- | ------------------ | --------- |
| Мушки  | 145    | 33               | 96           | 11             | 5                  | 0         |
| Женски | 150    | 11               | 98           | 32             | 8                  | 1         |
| УКУПНО | 295    | 44               | 194          | 43             | 13                 | 1         |

| Пол    | Укупно                    | Пољопривреда, лов и шумарство | Рибарство                            | Вађење руде и камена | Прерађивачка индустрија       |
| ------ | ------------------------- | ----------------------------- | ------------------------------------ | -------------------- | ----------------------------- |
| Мушки  | 86                        | 59                            | 0                                    | 1                    | 11                            |
| Женски | 67                        | 43                            | 0                                    | 0                    | 13                            |
| УКУПНО | 153                       | 102                           | 0                                    | 1                    | 24                            |
| Пол    | Производња и снабдевање   | Грађевинарство                | Трговина                             | Хотели и ресторани   | Саобраћај, складиштење и везе |
| Мушки  | 2                         | 0                             | 5                                    | 2                    | 0                             |
| Женски | 0                         | 0                             | 2                                    | 1                    | 0                             |
| УКУПНО | 2                         | 0                             | 7                                    | 3                    | 0                             |
| Пол    | Финансијско посредовање   | Некретнине                    | Државна управа и одбрана             | Образовање           | Здравствени и социјални рад   |
| Мушки  | 0                         | 3                             | 2                                    | 0                    | 1                             |
| Женски | 0                         | 0                             | 1                                    | 3                    | 3                             |
| УКУПНО | 0                         | 3                             | 3                                    | 3                    | 4                             |
| Пол    | Остале услужне активности | Приватна домаћинства          | Екстериторијалне организације и тела | Непознато            | Непознато                     |
| Мушки  | 0                         | 0                             | 0                                    | 0                    | 0                             |
| Женски | 0                         | 0                             | 0                                    | 1                    | 1                             |
| УКУПНО | 0                         | 0                             | 0                                    | 1                    | 1                             |